# Księga Jakuba
Księga Jakuba (ang. Book of Jacob) – w religii mormońskiej trzecia z ksiąg, składających się na Księgę Mormona.

## Autorstwo i czas powstania
Mormonizm za autora księgi uznaje Jakuba, syna proroka Lehiego i młodszego brata proroka Nefiego.

## Treść
Księga zawiera informacje o naukach, jakie Jakub przekazywał Nefitom oraz wyjątki z historii Nefitów. Opisane w niej zdarzenia miały mieć miejsce w latach 544–421 p.n.e.